# 鹿児島県道320号百次木場茶屋線
鹿児島県道320号百次木場茶屋線（かごしまけんどう320ごう ももつぎこばんちゃやせん）は、鹿児島県薩摩川内市百次町から同市木場茶屋町に至る一般県道である。

## 概要
薩摩川内市百次町のエコパークかごしま付近から薩摩川内市木場茶屋町に至る。川永野町から終点までは旧国道3号。隈之城バイパス開通により新たに県道に指定された。

### 路線データ
- 起点：鹿児島県薩摩川内市百次町（鹿児島県道43号川内串木野線交点）
- 終点：鹿児島県薩摩川内市木場茶屋町（木場茶屋交差点、国道3号交点）

## 歴史
- 2010年（平成22年）3月2日 - 路線認定[1]。

## 地理

### 通過する自治体
- 薩摩川内市

### 交差する道路
| 交差する道路             | 交差する場所 | 交差する場所          |
| ------------------------ | ------------ | --------------------- |
| 国道3号 / 隈之城バイパス | 木場茶屋町   | 木場茶屋交差点 / 終点 |

### 交差する鉄道
- 鹿児島本線

### 沿線
- エコパークかごしま
- JR九州鹿児島本線 木場茶屋駅